# Wojciech Górecki
Wojciech Górecki (ur. 23 stycznia 1970 w Łodzi) – polski historyk, dziennikarz, reporter, analityk, specjalizujący się w tematyce Kaukazu Północnego i Południowego.

## Życiorys
Ukończył dziennikarstwo na Uniwersytecie Warszawskim (1994) oraz studia historyczne na Katolickim Uniwersytecie Lubelskim (1995). Odbył studia doktoranckie w Szkole Nauk Społecznych Instytutu Filozofii i Socjologii Polskiej Akademii Nauk (2000).
W 1986 rozpoczął pracę dziennikarską, debiutując w "Sztandarze Młodych". W kolejnych latach publikował m.in. w tygodniku "Razem", "Gazecie Wyborczej", "Wprost" i "Życiu Warszawy", a od połowy lat 90. współpracował również z "Rzeczpospolitą", "Tygodnikiem Powszechnym", miesięcznikami "Więź" i "Res Publica Nowa" oraz dwumiesięcznikiem "Nowa Europa Wschodnia". Początkowo zajmował się reportażem krajowym, a następnie zagranicznym.
Od 1996 do 2001 wykładał reportaż na Uniwersytecie Warszawskim, w Collegium Civitas i Wyższej Szkole Dziennikarskiej im. Melchiora Wańkowicza. W latach 2002–2007 pełnił funkcję I sekretarza, a następnie radcy Ambasady RP w Baku. Od 1998 do 2002 i ponownie od 2007 jest pracownikiem Ośrodka Studiów Wschodnich w Warszawie, był ekspertem Zespołu Rosyjskiego. Od lipca do sierpnia 2009 był ekspertem i konsultantem Independent International Fact-Finding Mission on the Conflict in Georgia w Genewie, powołanej w celu zbadania okoliczności konfliktu zbrojnego w Gruzji w 2008. Od 2013 do 2016 zasiadał w zarządzie Fundacji Solidarności Międzynarodowej.
Jest autorem szeregu książek i publikacji analitycznych oraz scenariusza filmu dokumentalnego Boskość J.W. Stalina w świetle najnowszych badań (1998), poświęconego poszukiwaniu tożsamości przez postradziecką Gruzję.
Należy do Stowarzyszenia Dziennikarzy Polskich i Stowarzyszenia Pisarzy Polskich.

## Publikacje
- Łódź przeżyła katharsis, Łódź 1998
- Planeta Kaukaz, Warszawa–Poznań 2002, Wołowiec 2010, 2017
- Toast za przodków, Wołowiec 2010, 2017
- Abchazja, Wołowiec 2013, 2017
- Buran. Kirgiz wraca na koń, Wołowiec 2018
- Łódź. Miasto po przejściach (z Bartoszem Józefiakiem), Wołowiec 2020
- Wieczne państwo. Opowieść o Kazachstanie, Wołowiec 2024

## Nagrody i nominacje
- 2010 – nominacja do Nagrody im. Ryszarda Kapuścińskiego za książkę Toast za przodków[3]
- 2011 – nominacja do Nagrody Literackiej Nike za książkę Toast za przodków[4]
- 2013 – Nagroda im. Beaty Pawlak za książkę Abchazja
- 2024 – nominacja do Grand Press w kategorii: Książka Reporterska Roku za książkę Wieczne państwo. Opowieść o Kazachstanie[5]